# 彼得-魏尔定理
彼得-魏尔定理（英語：Peter–Weyl theorem）是调和分析和群表示论中的一组重要定理，于1927年由赫尔曼·魏尔和他的学生弗里茨·彼得证明。该定理刻画了紧群不可约表示的完备性，可以视作有限群表示理论中弗罗贝尼乌斯定理的推广。定理分为三部分：第一部分指出，紧群{\displaystyle G}的所有有限维不可约酉表示的矩阵元，在{\displaystyle G}上所有复值连续群函数构成、配备了一致范数的空间中稠密。第二部分指出，{\displaystyle G}在任何一个可分希尔伯特空间上的酉表示都完全可约。第三部分断言，{\displaystyle G}的所有有限维不可约酉表示的矩阵元构成了{\displaystyle G}上平方可积的复值函数空间的一组标准正交基。

## 背景
20世纪20年代，魏尔在研究广义相对论的数学基础时，对连续群的表示理论产生了兴趣。在研究中，他试图将有限群表示理论中的弗罗贝尼乌斯定理（即有限群正则表示可以约化为其所有不可约表示的直和）推广到连续群，尤其是特殊线性群。与此同时，伊赛·舒尔等其它数学家的工作也为研究群表示提供了更强有力的工具。1927年，魏尔在其学生彼得的协助下证明了本定理，断言了紧群不可约表示的完备性。然而，因为魏尔在当时并不知道如何在除紧李群之外的一般紧群上定义群作用下不变的积分，他在证明中不必要地假定了群运算的可微性。这一问题直至1933年才由阿弗雷德·哈尔建立的哈尔测度理论彻底解决。
彼得-魏尔定理在抽象调和分析理论中扮演了重要的角色。正如本尼迪克特·格罗斯所述：“现代调和分析发轫于20世纪20年代......她诞生于1927年，而彼得和魏尔的论文是她的出生证明。”此外，冯诺依曼于1933年利用该定理的一个推论，解决了紧群版本的希尔伯特第五问题。

## 定理的陈述和证明

### 定理I
设{\displaystyle G}为紧群，{\displaystyle C(G)}是{\displaystyle G}上所有复值连续函数构成、配备了一致范数的赋范线性空间，{\displaystyle \Delta }是{\displaystyle G}的所有有限维不可约酉表示的矩阵元张成的线性空间，则{\displaystyle \Delta }在{\displaystyle C(G)}中稠密。

#### 证明概要
对{\displaystyle \forall \chi \in C(G)}，可以定义卷积算子{\displaystyle T_{\chi }:L^{2}(G)\to L^{2}(G)}：
{\displaystyle T_{\chi }(\phi )(v)=\int \mathrm {d} g\chi (g)\phi (g^{-1}v)}
利用阿尔泽拉引理可以证明，该算子是{\displaystyle L^{2}(G)}上的紧算子。
设{\displaystyle f\in C(G)}，由{\displaystyle G}的紧性可知{\displaystyle f}在{\displaystyle G}上一致连续。即对任意{\displaystyle \epsilon >0}，存在群单位元{\displaystyle e}的邻域的{\displaystyle U}，使得任意{\displaystyle u,v\in G,uv^{-1}\in U}，都有{\displaystyle |f(v)-f(u)|<{\frac {\epsilon }{2}}}。不失一般性，可以假设{\displaystyle U^{-1}=U}。
设{\displaystyle \chi }是定义在{\displaystyle G}上，且支集{\displaystyle supp(\chi )\subset U}的连续实值函数。由乌雷松引理，这样的函数总是存在的。不失一般性，可以假设{\displaystyle \chi (v)=\chi (v^{-1})}且{\displaystyle \int \mathrm {d} g\chi (g)=1}，因为对任意{\displaystyle \chi }总可以通过如下的变换使其满足上述条件：
{\displaystyle \chi (v)\to {\frac {\chi (v)+\chi (v^{-1})}{\int \mathrm {d} g(\chi (g)+\chi (g^{-1}))}}}
此时，可以证明{\displaystyle T_{\chi }}为{\displaystyle L^{2}(G)}上的紧自伴算子。利用紧自伴算子的谱定理，可知：
{\displaystyle L^{2}(G)=(\sum _{i}\oplus V_{\lambda _{i}})\oplus V_{0}}
其中{\displaystyle V_{\lambda _{i}}}为算子{\displaystyle T_{\chi }}本征值为{\displaystyle \lambda _{i}\neq 0}的有限维本征子空间，{\displaystyle V_{0}}是{\displaystyle T_{\chi }}的核。因此，{\displaystyle T_{\chi }(f)\in Im(T_{\chi })=C(G)-V_{0}}可以写成一列绝对一致收敛的函数项级数和：
{\displaystyle \lim _{i\to \infty }\sum _{i}f_{i}\rightrightarrows T_{\chi }(f),f_{i}\in V_{\lambda _{i}}}
故而存在{\displaystyle N}，使得{\displaystyle \forall v\in G}，{\displaystyle |T_{\chi }(f)(v)-\sum _{i=1}^{N}f_{i}(v)|<{\frac {\epsilon }{2}}}。
另一方面：
{\displaystyle |T_{\chi }(f)(v)-f(v)|=|\int \mathrm {d} g\chi (g)(f(g^{-1}v)-f(v))|<{\frac {\epsilon }{2}}}
因此：
{\displaystyle |f-\sum _{i=1}^{N}f_{i}(v)|<\epsilon }
设{\displaystyle L(g):C(G)\to C(G)}是{\displaystyle G}的左正则表示，不难证明算子{\displaystyle L(g)}与{\displaystyle T_{\chi }}对易，因此本征子空间{\displaystyle V_{\lambda _{i}}}也是左正则表示的有限维不变子空间。由于有限维表示完全可约，{\displaystyle V_{\lambda _{i}}}可以写成{\displaystyle G}的有限维不可约酉表示的表示空间的直和。在每个这样的空间{\displaystyle X}上：
{\displaystyle f_{i}(g)=L(g^{-1})(f_{i})(e)=\sum _{j=1}^{dimX}r_{ij}(g)^{*}f_{j}(e)}
其中{\displaystyle r_{ij}}是该不可约表示的矩阵元。这意味着{\displaystyle V_{\lambda _{i}}\subset \Delta }，进而{\displaystyle \sum _{i=1}^{N}f_{i}(v)\in \Delta }。总之，对于任意{\displaystyle f\in C(G)}，{\displaystyle \epsilon >0}，都存在{\displaystyle \Delta }中的某个元素，使得其与{\displaystyle f}之差的一致范数小于{\displaystyle \epsilon }。这意味着{\displaystyle \Delta }在{\displaystyle C(G)}中稠密。
以上证明的思路来自彼得和魏尔的原始论文。实际上，利用格尔范德-赖科夫定理和魏尔斯特拉斯逼近定理亦可直接推出本定理。

### 定理II
设{\displaystyle R}是紧群{\displaystyle G}在可分希尔伯特空间{\displaystyle H}上的任意酉表示，则{\displaystyle H}可分解为{\displaystyle R}的有限维不变子空间的直和，其中每个子空间都承载了{\displaystyle G}的不可约表示。

#### 证明概要
设{\displaystyle \langle ,\rangle }是{\displaystyle H}上定义的内积。对任意{\displaystyle u\in H,||u||=1}，定义算子{\displaystyle T_{u}:H\to H}：
{\displaystyle T_{u}(v)=\int \mathrm {d} g\langle v,R(g)u\rangle R(g)u}
可证{\displaystyle T_{u}}是{\displaystyle H}上的非零紧自伴算子，且与{\displaystyle R(g)}对易。利用紧自伴算子的谱定理，可对{\displaystyle H}作如下分解：
{\displaystyle H=(\sum _{i}\oplus H_{\lambda _{i}})\oplus H_{0}}
其中，{\displaystyle T_{u}}的每个有限维特征子空间{\displaystyle H_{\lambda _{i}}}又是群表示{\displaystyle R}的不变子空间，故其可进一步分解为承载{\displaystyle G}的有限维不可约表示的子空间的直和。
设{\displaystyle H'}是{\displaystyle H}中可以分解为承载有限维不可约表示的子空间的直和的最大子空间，{\displaystyle H'}是{\displaystyle H''}的正交补。（由佐恩引理，这样做是合法的。）显然{\displaystyle H''}也是{\displaystyle R}的不变子空间，若{\displaystyle H''}不是零空间，{\displaystyle R}在{\displaystyle H''}上的限制也是{\displaystyle G}的酉表示。因此，将以上的论证中的{\displaystyle H}用{\displaystyle H''}代替，则可立即推出{\displaystyle H''}也有承载{\displaystyle G}的有限维不可约表示的子空间。这与{\displaystyle H'}的定义矛盾。因此{\displaystyle H''=\{0\}}，定理得证。

### 定理III
设{\displaystyle G}是紧群，则{\displaystyle G}的所有不等价不可约酉表示的矩阵元的集合{\displaystyle \{{\sqrt {d_{\rho }}}R_{ij}^{\rho }|1\leqslant i,j\leqslant d_{\rho }\}}构成{\displaystyle L^{2}(G)}的标准正交基。

#### 证明概要
注意到{\displaystyle C(G)}在{\displaystyle L^{2}(G)}中稠密，利用舒尔正交关系和定理I即可得到本定理。

## 推论

### 点分离推论
由彼得-魏尔定理可以推出如下结论：
设{\displaystyle g}是紧群{\displaystyle G}任意非恒等元，则存在{\displaystyle G}的不可约表示{\displaystyle R}，使得{\displaystyle R(g)}不是单位矩阵。换言之，如果{\displaystyle g}和{\displaystyle h}属于紧群{\displaystyle G}，对{\displaystyle G}的一切不可约表示，{\displaystyle g}和{\displaystyle h}的表示矩阵都相同，则{\displaystyle g=h}。证明如下：
对任意{\displaystyle g\neq e}，由乌雷松引理，存在{\displaystyle G}上连续函数{\displaystyle f}使得{\displaystyle f(a)\neq f(e)}。由彼得-魏尔定理，{\displaystyle f}可以写成一列绝对一致收敛的矩阵元{\displaystyle f_{i}}的级数和。若对一切不可约表示{\displaystyle R}，{\displaystyle R(g)}都是单位阵，则前述级数展开的每一项，都满足{\displaystyle f_{i}(g)=f_{i}(e)}，因此{\displaystyle f(a)=f(e)}。这一矛盾意味着必然存在某个不可约表示{\displaystyle R}，使得{\displaystyle R(g)}不是单位矩阵。
该推论最早出现在彼得和魏尔的原始论文中，并在相关理论日后的发展过程中发挥了重要的作用。冯诺依曼解决紧群版本的希尔伯特第五问题时，就用到了这一推论。

### 特征标完备性
紧群{\displaystyle G}上群共轭不变的函数构成{\displaystyle L^{2}(G)}的子空间类函数空间。利用彼得-魏尔定理可以推出，{\displaystyle G}的所有不可约表示的特征标张成的线性空间在类函数空间稠密：
设{\displaystyle f}是任意共轭不变的函数。由彼得-魏尔定理，对任意{\displaystyle \epsilon >0}，存在{\displaystyle h\in \Delta }，使得{\displaystyle |f(x)-h(x)|<\epsilon }。记{\displaystyle p(x)}为如下积分：
{\displaystyle p(x)=\int \mathrm {d} gh(gxg^{-1})}
由于{\displaystyle h\in \Delta }，{\displaystyle p\in \Delta }，且{\displaystyle p(g^{-1}xg)=p(x)}。利用舒尔正交关系可证，{\displaystyle p}可以写成特征标的线性组合。此外，因{\displaystyle f}共轭不变，注意到以下事实本推论即证：
{\displaystyle |f(x)-p(x)|=|\int \mathrm {d} gf(gxg^{-1})-\int \mathrm {d} gh(gxg^{-1})|<\epsilon }
该推论在连通紧李群表示的分类理论中扮演着重要的角色。